# Conhydrin
Conhydrin ist ein Pseudoalkaloid, welches 1856 von Theodor Wertheim entdeckt wurde. Es ist ein sekundäres Amin, ein α-substituiertes Derivat des Piperidins und enthält eine alkoholische Hydroxygruppe. In der Natur kommt es als (+)-Conhydrin im gefleckten Schierling (Conium maculatum) vor und wird daher in der Literatur auch als eines der Schierlings- oder Conium-Alkaloide bezeichnet.

## Vorkommen und Biosynthese

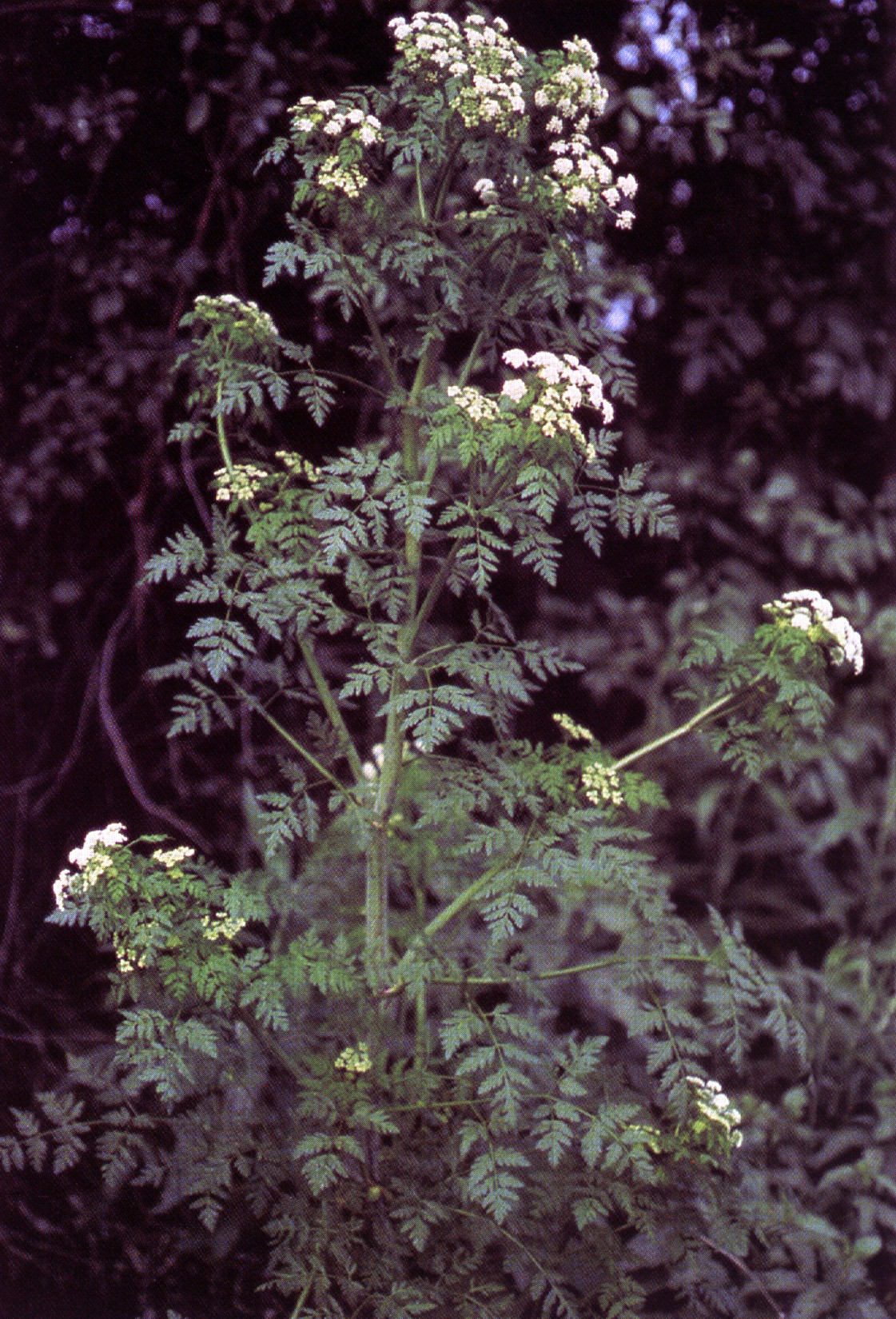
Gefleckter Schierling (Conium maculatum).

Conhydrin und sein Isomer Pseudoconhydrin kommen fast ausschließlich im Gefleckten Schierling und vorwiegend in dessen Blüten vor. Conhydrin, Pseudoconhydrin und die ähnlichen Coniin und Methylconiin werden in der Pflanze synthetisiert, indem zunächst vier C2-Einheiten zu einer 3,5,7-Trioxo-Octansäure tetramerisiert, reduziert und nach einer Transaminierung zum γ-Conicein cyclisiert werden. Aus diesem Ausgangsstoff kann die Pflanze alle Conium-Alkaloide herstellen. Ein früher diskutierter Biosyntheseweg über Lysin wurde inzwischen widerlegt.

## Toxikologie
Die Giftigkeit von Conhydrin und Pseudoconhydrin ist vergleichbar. Als Symptome zeigen sich spastische Krämpfe und ein Absinken der Körpertemperatur. Die niedrigste bekannte tödliche Dosis sind 400 µg pro kg Körpergewicht im Tierversuch. Für den Menschen sind Conhydrin und Pseudoconhydrin weniger toxisch als Coniin. Bei der technischen Herstellung des Coniin kann Conhydrin als Nebenprodukt entstehen.